# Centrale des Rapides-Farmer
 (avril 2019).
Si vous disposez d'ouvrages ou d'articles de référence ou si vous connaissez des sites web de qualité traitant du thème abordé ici, merci de compléter l'article en donnant les références utiles à sa vérifiabilité et en les liant à la section « Notes et références ».
La centrale des Rapides-Farmer est une centrale hydroélectrique et un barrage d'Hydro-Québec érigés sur la rivière Gatineau, à Gatineau, dans la région administrative de l'Outaouais, au Québec.
Cette centrale, d'une puissance installée de 98 MW, a été mise en service en 1927. Elle est située quelques centaines de mètres en aval de sa jumelle, la centrale de Chelsea.